# Gürceğiz, Milas
Gürceğiz là một xã thuộc huyện Milas, tỉnh Muğla, Thổ Nhĩ Kỳ. Dân số thời điểm năm 2011 là 159 người.